# 赫爾曼·穆勒
赫爾曼·穆勒（德語：Hermann Müller，1876年5月18日—1931年3月20日），出生在曼海姆，是德國的政治家。從1916年到1918年，他是國會成員。1919至1920年，作為德國社會民主黨的成員，他被任命外交部長，並代表德國簽署凡爾賽條約。在魏瑪共和國期間，他曾於1920年及1928至30年兩度出任德國總理。1931年，他在進行胆囊手術後死亡，他的死訊同時為德國社會民主黨帶來重大打擊。